# 庫利帕塔山
14°36′39″S 69°11′52″W / 14.61083°S 69.19778°W
庫利帕塔山（Kulli Pata），是玻利維亞的山峰，位於該國西部拉巴斯省的弗朗茨塔馬約省，處於喬皮奧爾科山以西和蘇拉帕塔山東北面，屬於安第斯山脈中阿波洛班巴山脈的一部分，海拔高度約4,800米。